# Ruy Díaz de Guzmán
Ruy Díaz de Guzmán, o bien como Ruy Díaz de Guzmán e Irala o por grafía antigua, Rui Diaz de Guzmán  (Asunción del Paraguay, ca. 1559 – ib., 14 de junio de 1629) fue un conquistador, burócrata colonial y cronista criollo asunceno que se convirtió en el primer escritor nacido en la gobernación del Río de la Plata y del Paraguay; además, se le considera el primer mestizo de ascendencia hispano-guaraní en registrar la historia de la región del Plata.
Por mandato del adelantado Juan Torres de Vera y Aragón en 1593, fue el segundo fundador de la ciudad de Santiago de Jerez del Igurey  —o el actual río Ivinhema, en el sudeste del presente estado brasileño de Mato Grosso del Sur— aguas arriba de los saltos del Guayrá, y se convertiría en su teniente de gobernador en 1596.

## Biografía

### Origen familiar y primeros años
Ruy Díaz de Guzmán había nacido entre 1558 y 1560 en la ciudad de Asunción, capital de la tenencia de gobierno homónima y de la gobernación del Río de la Plata y del Paraguay que formaba parte del gran Virreinato del Perú, perteneciente a su vez al Imperio español. Eran sus padres Alonso Riquelme de Guzmán y Úrsula Martínez de Irala, una hija mestiza del gobernador Domingo Martínez de Irala y de Leonor, una de sus concubinas indígenas, de origen guaraní o si no xaraye o jarayé. Estaba emparentado con el adelantado y viajero Álvar Núñez Cabeza de Vaca, a quien menciona elogiosamente en su obra.
Siendo poco más que un niño, acompañó a Ruy Díaz de Melgarejo en la fundación de Villa Rica del Espíritu Santo, en 1570 y desde la adolescencia se dedicó a las armas.

### Expediciones militares
En 1580 contribuyó a sofocar el levantamiento de Santa Fe, después de lo cual, en 1582, pasó a Tucumán, asistiendo a la fundación de Salta.
La Real Academia de la Historia, sin embargo, lo coloca como uno de los fundadores de la ciudad de Salta, donde fue alguacil mayor y alférez real.
El 15 de marzo de 1585, el nuevo gobernador Juan de Torres Navarrete nombró como teniente de gobernador de La Guayrá a Antonio de Añazco y como su lugarteniente a Ruy Díaz de Guzmán.

## Teniente de gobernador del Guayrá

### Segundo fundador de Santiago de Jerez y traslado de Villa Rica
Por mandato del adelantado Juan Torres de Vera y Aragón fundó por segunda vez la ciudad de Santiago de Jerez del Igurey, el 24 de marzo de 1593, gastando de su pecunio unos 12 mil pesos o bien, 36 mil reales.
De regreso al Guayrá, trasladó la ciudad de Villa Rica del Espíritu Santo a lugares más cómodos.

### Nombramiento por el gobernador Zárate
Fernando de Zárate quien fuera nuevo gobernador del Río de la Plata y del Paraguay, y también del Tucumán, el 3 de enero de 1594 lo volvió a designar como teniente de gobernador del Guayrá y cuando llegó a Ciudad Real, el ciudadano influyente Diego de Zúñiga acompañado de gran parte de los vecinos, por instigación de aquel y por imputación del procurador general Pedro Montañez quien fuera archienemigo de Guzmán, lo hizo apresar y lo encerró en prisión durante tres meses, ya que había juzgado desacertado el traslado de la ciudad, además de acusarlo de "arrogante y ambicioso". El general Bartolomé Sandoval y Ocampo envió a Ciudad Real al capitán Diego González de Santa Cruz y unos veinte soldados para que lo liberaran de la cárcel y de las formas correspondientes fuese recibido como su teniente de gobernador, en abril del mismo año. A finales de 1595 Díaz de Guzmán sería confirmado como teniente de gobernador del Guayrá por el nuevo gobernador Juan Ramírez de Velasco.

## Teniente de gobernador de Santiago de Jerez, viajes y deceso

### Nombramiento por el teniente general Ramírez de Velasco
El lugarteniente de la gobernación Íñigo Ramírez de Velasco lo nombró en Asunción como teniente de gobernador de Santiago de Jerez el 13 de enero de 1596. Con su esposa e hijos se avecindaron en la nueva ubicación de la ciudad, y en el mismo año salía favorable en el juicio de residencia que le hizo el teniente de gobernador antes citado por sentencia en Asunción del 21 de diciembre del corriente.

### Vecino de la incipiente segunda ciudad de Buenos Aires
En 1599 acompañó a la ciudad de Santa Fe a Francés de Beaumont y Navarra, teniente de gobernador general de Asunción, dejando como reemplazante de su cargo al capitán Andrés Díaz con instrucciones para el nuevo traslado urbano, y luego pasaron a la nueva fundación de la ciudad de Buenos Aires, en donde estuvo empleado en el fuerte tres años, y con tres vecinos notables fundó el convento de San Francisco y la cofradía de Nuestra Señora de la Limpia Concepción, hasta que en 1603 volvería a Jerez con su familia.

### Diversos destinos y su obra más conocida
En 1604 pasó a la gobernación del Tucumán y años más tarde, a la provincia de Charcas, donde probablemente se entregó a la lectura de los cronistas de la conquista del Perú. 
Se mudó a la ciudad de Santiago del Estero en 1606, como contador de la Real Hacienda, pero por disgustos con el gobernador Alonso de Rivera volvió a Charcas, donde comenzó a trabajar en su historia “Anales del Descubrimiento, Población y Conquista del Río de la Plata” —más tarde conocida como "La Argentina"— que terminó de escribir el 25 de junio de 1612.
Posteriormente, fue denominada La Argentina o Historia del Descubrimiento, Conquista y Población del Río de la Plata y en la actualmente como La Argentina manuscrita, considerada la primera obra histórica patriótica.
En dicha obra se hacen menciones de las primeras poblaciones europeas documentadas en la cuenca del Plata, por ejemplo del fuerte de Sancti Spiritu.
Fue designado gobernador y capitán general de los Chiriguanos y Llanos de Manso. En 1617 fundó el pueblo de San Pedro de Guzmán a orillas del río La Margarita, en la actual provincia Cordillera de Bolivia, como centro de su conquista y de allí realizó entradas a los pueblos de indígenas de Charagua y Pirity.

### Fallecimiento
Ruy Díaz de Guzmán falleció el 14 de junio de 1629, mientras ejercía el cargo de alcalde de primer voto en el Cabildo de Asunción. Se había casado con la española Juana de Oviedo (n. 1563), teniendo como hijo a Alonso. Mediante Alonso desciende de él, el Mariscal López, segundo presidente de Paraguay. 

## Su obra
El nombre La Argentina es una apropiación de obra manuscrita, cuyo nombre real es Anales del  descubrimiento, población y conquista del Río de la Plata, dedicada a su pariente Alonso Pérez de Guzmán el Bueno y Zúñiga, duque de Medina Sidonia, conde de Niebla y señor de Gibraleón, narra los hechos desde el descubrimiento del Río de la Plata (que en las copias aparece erróneamente fechado en 1512) hasta la fundación de la ciudad de Santa Fe en 1573. La obra está dividida en cuatro partes de las cuales la última (donde se relatan acontecimientos que vivió el autor) se ha perdido.
El extenso texto se difundió en diversas copias pero se ha extraviado el manuscrito autógrafo, existiendo varios códices de época. El uso del topónimo Argentina no original, aunque haga referencia a los extensos territorios del Cono Sur que tenían como "puerta de la Tierra" al Río de la Plata y a sus adyacencias. La palabra Argentina, con que Pedro De Angelis intituló su edición, hace referencia a la entonces indivisa Provincia del Paraguay o del Río de la Plata, que incluía los territorios de la actual Argentina, de Paraguay, de Uruguay, del sur de Brasil y de Bolivia.
La primera reedición moderna de La Argentina manuscrita se llevó a cabo en la ciudad de Buenos Aires durante 1835 por Pedro de Ángelis con el nombre de "Historia Argentina del Descubrimiento, Población y Conquista de las Provincias del Río de la Plata", aunque recién en 1914 Paul Groussac siendo director de la Biblioteca Nacional Argentina hizo editar cuidadosa y metódicamente tan importante obra histórica.
Ruy Díaz también escribió dos manuscritos que relatan la historia de la conquista de la entonces provincia donde habitaban los chiriguanos; actualmente el territorio comprende toda la zona del Chaco de Bolivia. Los manuscritos están fechados en 1617 y 1618; conocidos como Relación de la entrada a Los Chiriguanos. En el primer texto describe al pueblo chiriguano; en el segundo relata la expedición comandada por el propio Ruy Díaz de Guzmán para la reducción de los indígenas chané y chiriguanos. Existe una edición crítica de los manuscritos existentes en la Biblioteca Nacional de París, posteriormente traducida al castellano.